# Parasmittina natalensis
Parasmittina natalensis is een mosdiertjessoort uit de familie van de Smittinidae. De wetenschappelijke naam van de soort is voor het eerst geldig gepubliceerd in 1957 door O'Donoghue.